# 伊爾斯突頜脂鯉
伊爾斯突頜脂鯉，為輻鰭魚綱脂鯉目脂鯉亞目脂鯉科的其中一個種。分布於中美洲哥斯大黎加東南部太平洋岸淡水流域，體長可達7.6公分，棲息在海拔10至600公尺的溪流，生活習性不明。